# Valentina Pavlovna Wasson
Valentina Pavlovna (Guercken) Wasson, née en 1901 et morte en 1958, est une pédiatre, ethnomycologue et auteure russo-américaine. Elle est connue pour être la cofondatrice (avec son mari Robert G. Wasson) de l'ethnomycologie et a participé à l'introduction de champignons psychoactifs auprès d'un large public aux États-Unis.

## Biographie
Née à Moscou en 1901, Valentina Pavlovna Guercken immigre avec sa famille aux États-Unis pendant la Révolution russe. Elle obtient un diplôme de médecine à l'Université de Londres en 1927, un an après avoir épousé son mari R. Gordon Wasson, banquier. Elle travaille notamment comme pédiatre, publiant des recherches sur la sinusite et les rhumatismes articulaires aigus chez les enfants,.
Lors de sa lune de miel dans les montagnes Catskill en 1927, Valentina cueille des champignons comestibles dans les bois, mais son mari refuse de les manger. Ils découvrent alors que leurs attitudes divergentes à l'égard des Eumycètes prend racines dans des traditions folkloriques européennes différentes ; ils décident de théoriser cette fracture historique entre les «mycophiles» (comme les Slaves) et les «mycophobes» (comme les peuples anglo-saxons). Ils mettent également à jour un ancien tabou contre l'usage profane d'un ancien sacrement religieux.
Se décrivant comme «ethnomycologues», le couple étudie l'utilisation religieuse et culturelle des champignons en envoyant des lettres à des missionnaires, des linguistes et des anthropologues du monde entier, essayant d'identifier où les champignons possèdent d’importantes utilisations religieuses et médicales.
Avec une vie professionnelle bien remplie, le couple poursuit ses recherches comme un projet parallèle passionné, de nombreux collègues de Valentina à l'hôpital où elle travaillait ou ceux de Gordon à la banque Chase ignorant leur intérêt pour les champignons.

## Travaux de vulgarisation
En 1952, le poète Robert Graves envoya aux Wassons un article mentionnant la découverte par Richard Evans Schultes en 1938 de la survivance moderne de l'usage ancien de champignons enivrants chez les Indiens du Mexique. Immédiatement, Gordon Wasson téléphona à Schultes à Harvard ; la confirmation et les encouragements qu'il a reçus ont concentré son attention sur le Mexique.
Valentina et Gordon Wasson organisaient chaque année des expéditions de recherche dans les villages de montagne isolés des Indiens Mazatèques monolingues d'Oaxaca, au Mexique, et en 1955, ils furent parmi les premiers étrangers des temps modernes à participer aux rites de minuit du culte du champignon sacré.
À partir de 1953, les Wassons se sont rendus au village mazatèque Huautla de Jiménez au Mexique pour y rechercher l'utilisation traditionnelle des champignons. Ils ont reçu des informations particulièrement précieuses de la missionnaire américaine Eunice V. Pike du Summer Linguistics Institute et de Robert Weitlaner, un anthropologue mexicain qui avait visité les Mazatèques. Au cours de plusieurs longs séjours à Huautla et dans ses environs, les Wassons ont étudié en détail l'utilisation des champignons et l'ont comparée aux descriptions de l'utilisation des champignons aztèques telles que décrites dans les archives de l'Inquisition espagnole. Ils ont compris cela comme une survivance potentielle d'une tradition par ailleurs incroyablement ancienne impliquant l'utilisation de champignons sacrés, les Indiens gardaient leurs croyances secrètes envers les étrangers. Il fallait donc beaucoup de tact et d'habileté pour gagner la confiance de la population indigène et avoir un aperçu de ce domaine secret. Ils ont annoncé leur découverte en 1957 dans leur livre écrit conjointement Mushrooms Russia and History. Le premier livre des Wasson avait commencé comme un livre de cuisine écrit par Wasson et la cuisinière russe des Wasson, Florence James. Parallèlement, un long article illustré de R. Gordon dans Life Magazine, du 13 mai 1957, sur les veladas (séances) de champignons mexicains avec Maria Sabina a attiré une attention significative sur l'utilisation de champignons hallucinogènes.
Le récit de Wasson sur cette expérience fut publié dans This Week le 19 mai 1957 six jours après la publication du célèbre article de son mari dans le magazine Life. Dans cet article, V. Wasson suggère que les Psilocybes pourraient être utilisés comme agent psychothérapeutique, la plaçant aux côtés de psychiatres comme Humphrey Osmund qui préconisaient leur utilisation thérapeutique.
Elle émet l'hypothèse d'un possible isolement de l'agent actif. Les champignons et leurs psychotropes pouvaient dès lors devenir un outil central dans l'étude des processus psychiques.
Elle déclare également qu'à mesure que la drogue deviendrait plus connue, des utilisations médicales seraient trouvées, peut-être dans le traitement de l'alcoolisme, de la dépendance aux stupéfiants, des troubles mentaux et des maladies en phase terminale associées à une douleur intense. Plusieurs années plus tard, une équipe de chercheurs travaillant à Baltimore vérifie de manière indépendante la validité de l'hypothèse de Pavlovna Wasson.
L'écrivain et philosophe Aldous Huxley suit par ailleurs avec intérêt sa suggestion selon laquelle la transition vers la mort pourrait être facilitée par une dose de LSD. La santé de Huxley avait commencé à se détériorer en 1960 après qu'on lui ait diagnostiqué un cancer de la langue, puis un cancer de la mâchoire. Le 22 novembre 1963, allongé sur son lit de mort et incapable de parler, il écrivit une note à sa femme Laura lui demandant « Essayez le LSD 100 mmg par voie intramusculaire », ce qui signifie qu'il voulait une injection intramusculaire de 100 microgrammes de LSD. Elle lui a administré le médicament comme demandé et il est décédé quelques heures plus tard,.
Valentina Pavlovna Wasson décéda d'un cancer le 31 décembre 1958, à l'âge de 57 ans. Après sa mort, Gordon Wasson poursuivit ses recherches, travaillant en étroite collaboration avec Roger Heim, mycologue français et directeur du Musée National d'Histoire Naturelle, qui avait accompagné les Wasson lors de plusieurs expéditions au Mexique et fourni des identifications pour les échantillons mycologiques qu'ils avaient collectés.

## Enregistrements
- Maria Sabína - Cérémonie Des Champignons Des Indiens Mazatèques Du Mexique . Enregistré par VP & RG Wasson à Huautla de Jiménez, dans les montagnes Mazatèques, au nord de l'État d'Oaxaca, le 21 juillet 1956 [16]